# Henri Félix Emmanuel Philippoteaux

Lamartine devant l'Hôtel de Ville de Paris, le 25 février 1848.

Gettysburg Cyclorama (fragmento).
Henri Félix Emmanuel Philippoteaux (París, 3 de abril de 1815 - París, 1884), fue un pintor francés, especializado en pintura de historia y panoramas o cicloramas. También trató temas orientalizantes.
Realizó su aprendizaje en el taller de Léon Cogniet de la École des Beaux-Arts de Paris. En 1833 debutó en el Salon de Paris. La época es la de la eclosión de la pintura romántica, aunque su estilo se atiene más bien a los cánones del academicismo.
Philippoteaux realizó gran número de obras que trataban la época napoleónica, entre ellas un retrato de Napoleón joven, en uniforme de teniente coronel, y un conjunto de pinturas de batallas sobre las victorias francesas, que tuvieron gran éxito. El rey Luis Felipe le encomendó varios encargos para el Musée de l'Histoire de France del Palacio de Versalles, algunos de los cuales se exponen en la Galerie des Glaces. El mismo rey le envió a Argelia en 1840 para que realizara la documentación pictórica de la campaña del duque de Aumale en el Oranesado, resultando en una colección de croquis y acuarelas que se conservan en el Musée Condé de Chantilly. Recibió la Légion d'honneur en 1846.·
Posteriormente trabajó en pinturas de grandes dimensiones sobre un soporte circular que rodea al espectador, conocidas como "panoramas" o "cicloramas", con ayuda de su hijo Paul Philippoteaux (1846-1923). Alcanzó gran fama en Francia con el que representaba el asedio de París de 1870, durante la guerra franco-prusiana. Consiguió fama en Estados Unidos con los que representaban la defensa de Fort Issy en 1871 (un episodio de la Comuna de París) y la Batalla de Gettysburg de 1863 (ciclorama de Gettysburg, 1883). El efecto ilusionista de la composición se acentuaba por elementos que incorporaban la tercera dimensión, como en un diorama (muros y accesorios reales de un campo de batalla que se superponían a la superficie pictórica).

Bastó con un sólo panorama para hacer revivir ese género tras su declive, reanimando el interés del público por esta forma de arte por un nuevo decenio... esta creación singular fue originalmente pintada en 1882-83 por los artistas franceses Henry Félix Philippoteaux y Paul Philippoteaux, un padre y un hijo formando equipo... en el espacio de un año, medio millón de personas pasaron ante ella.

## Obras pertenecientes a colecciones públicas
- Les Gentilshommes du duc d’Orléans dans l’habit de Saint-Cloud[15] (1839), Musée Nissim-de-Camondo,[16] París. Es una copia al óleo de un gouache de Louis Carrogis, llamado Carmontelle[17] (1770); y se hizo muy popular, reproduciéndose masivamente en todo tipo de soportes, para tapicería y decoración.
- Défense de Mazagran,[18] (1840) Musée National du Château de Versailles. Su tema es un episodio la batalla de Mazagran[19] (1840, cerca de Orán, durante la conquista de Argelia por Francia).[20]
- Napoléon Bonaparte à la bataille de Rivoli (1845), Musée National du Château de Versailles. Su tema es un episodio de la batalla de Rívoli (1797).
- Lamartine devant l'Hôtel de Ville de Paris, le 25 février 1848 (1848),[21] inicialmente expuesto en el Museo Carnavalet,[22] fue adquirido en 1986 para el Petit Palais.[23] Su tema es un episodio de la revolución de 1848 en el que Lamartine rehúsa aceptar para la II República la bandera roja, en beneficio de la tricolor.[24]
- Le Dernier banquet des Girondins (ca. 1850), Museo de la Revolución francesa,[25] Château de Vizille. Su tema es un episodio de la Revolución francesa: la reunión (con el aspecto de una "última cena") de varios girondinos antes de ser guillotinados el 31 de octubre de 1793. El cadáver en primer plano es el de Charles Éléonor Dufriche-Valazé,[26] que se había suicidado ante el tribunal que les condenó.
- Bataille de Montebello, Musée de l'Armée,[27] París. Su tema es un episodio de la batalla de Montebello (1859).
- Arrivée des cendres de Napoléon à Courbevoie (1867), Château de Malmaison. Su tema es un episodio del retour des cendres, el traslado de los restos mortales de Napoleón de la isla de Santa Elena a Francia en 1840.
- Derniers combats au Père-Lachaise (1871), Musée d'art et d'histoire de Saint-Denis. Su tema es un episodio de la Comuna (28 de mayo, durante la Semaine sanglante -"semana sangrienta"-).[28]
- Les cuirassiers français chargent les carrés anglais (1874), Victoria and Albert Museum, Londres. Su tema es un episodio de la batalla de Waterloo (1815).

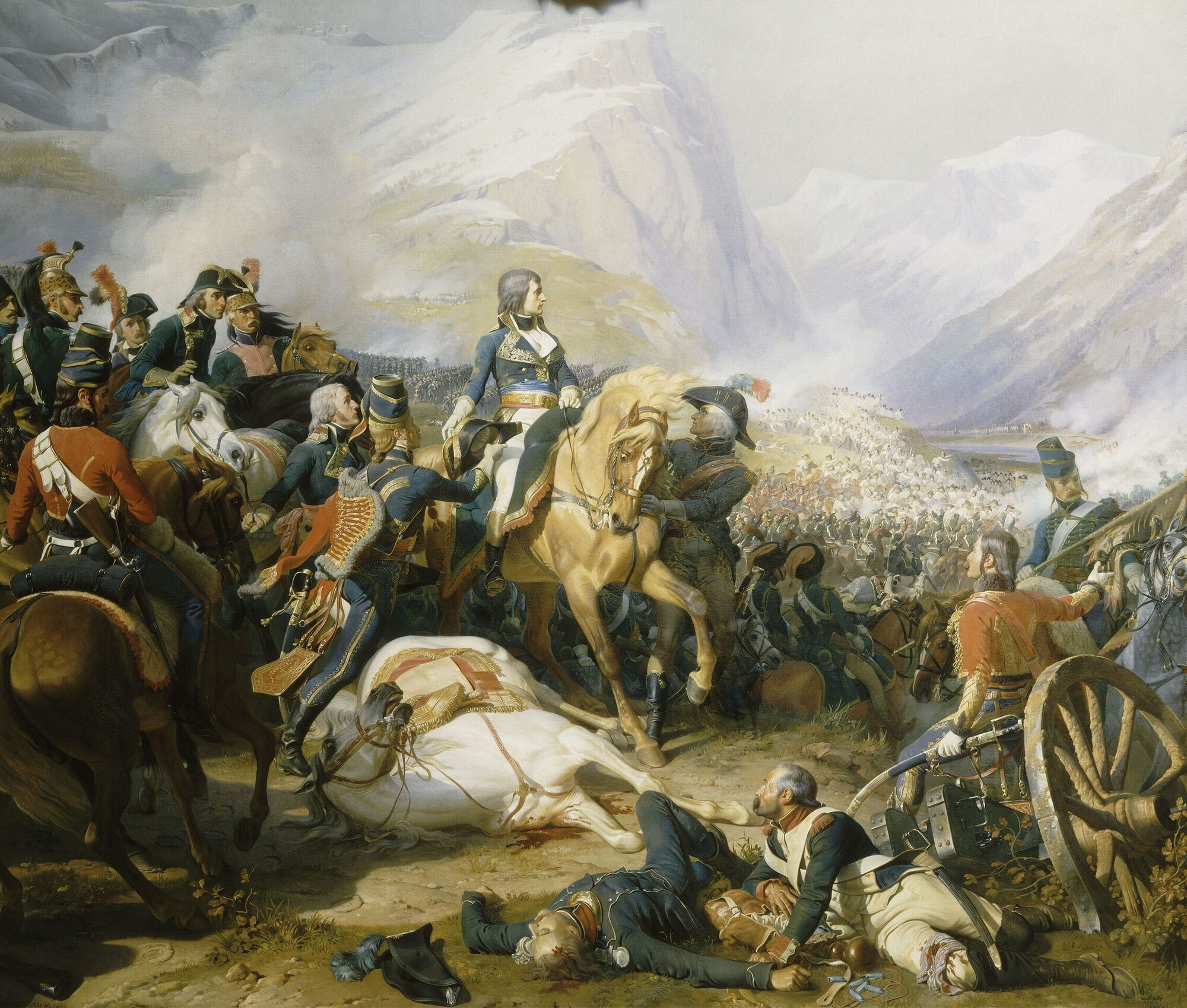
Napoléon Bonaparte à la bataille de Rivoli.
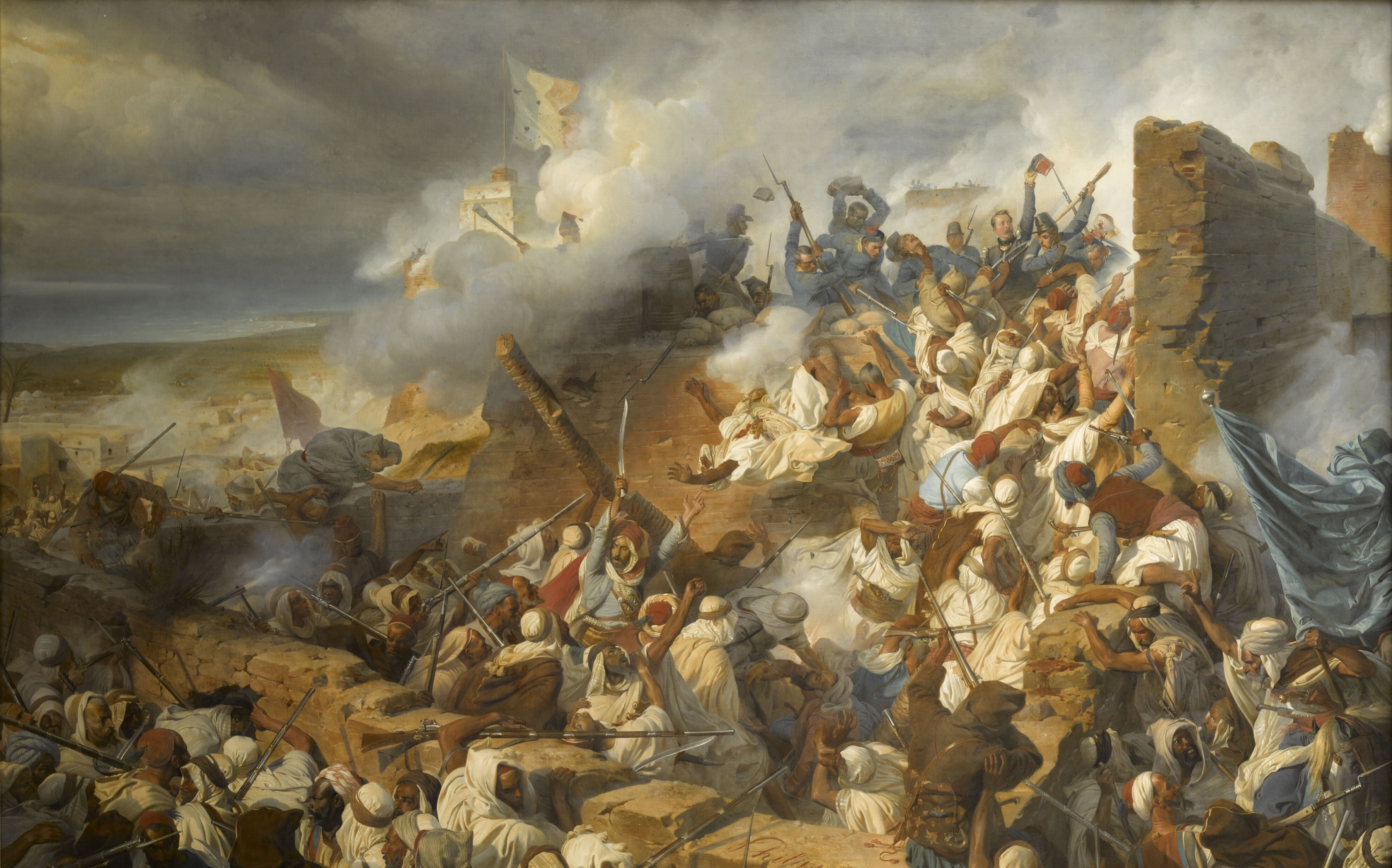
Défense de Mazagran.
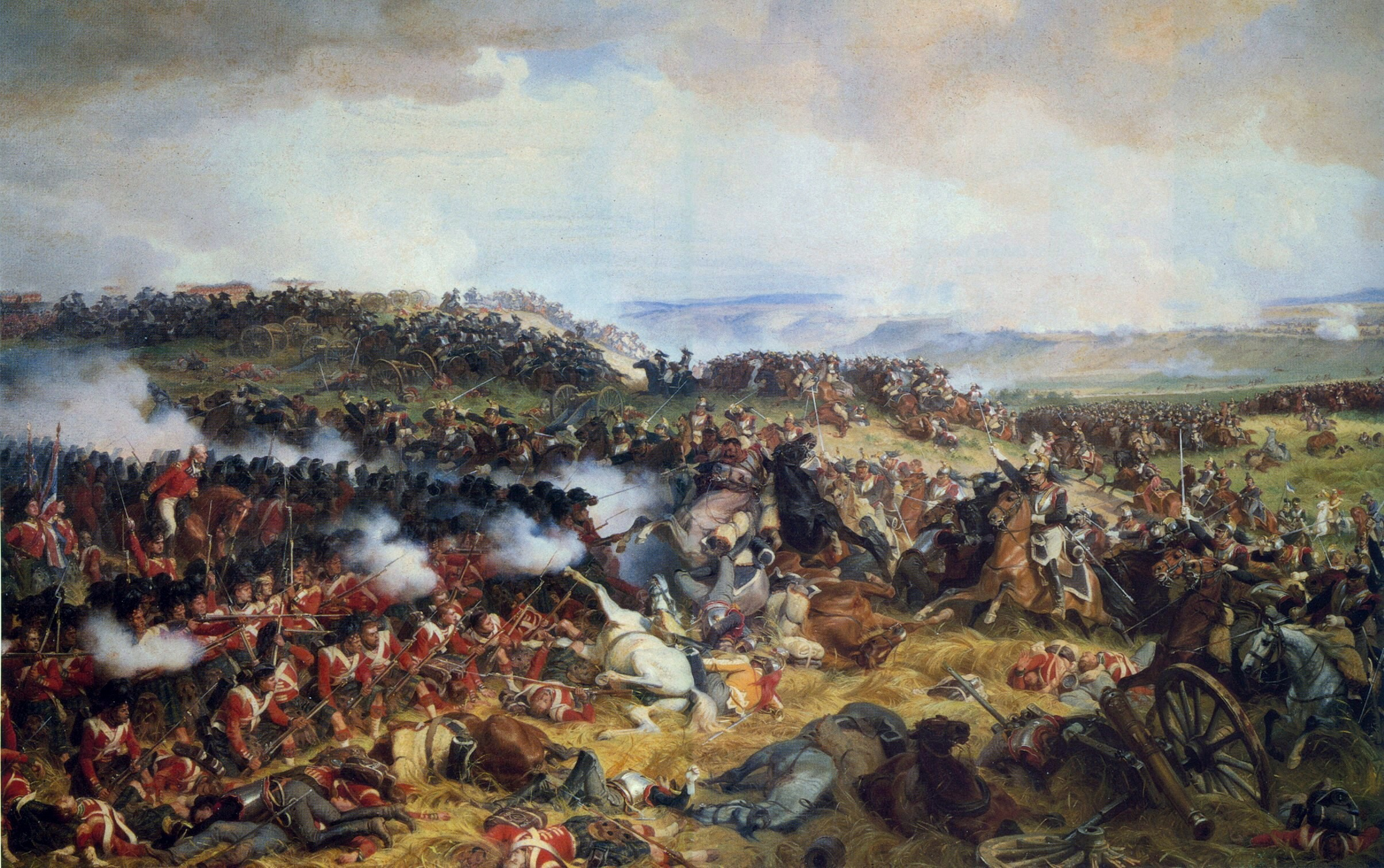
Les cuirassiers français chargent les carrés anglais.
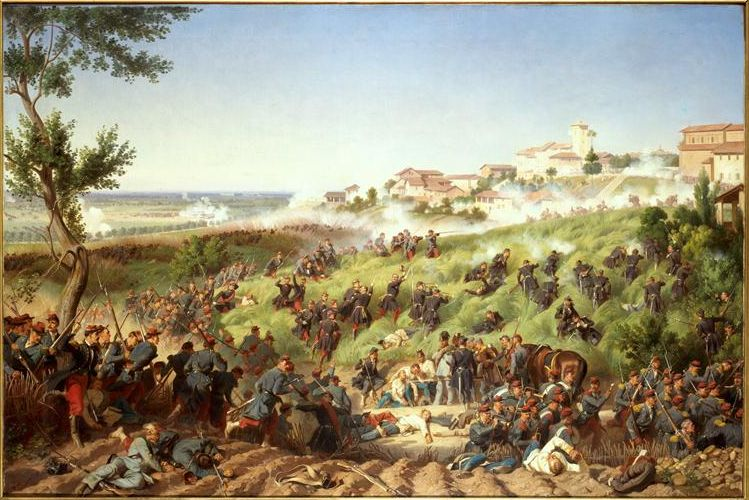
Bataille de Montebello.
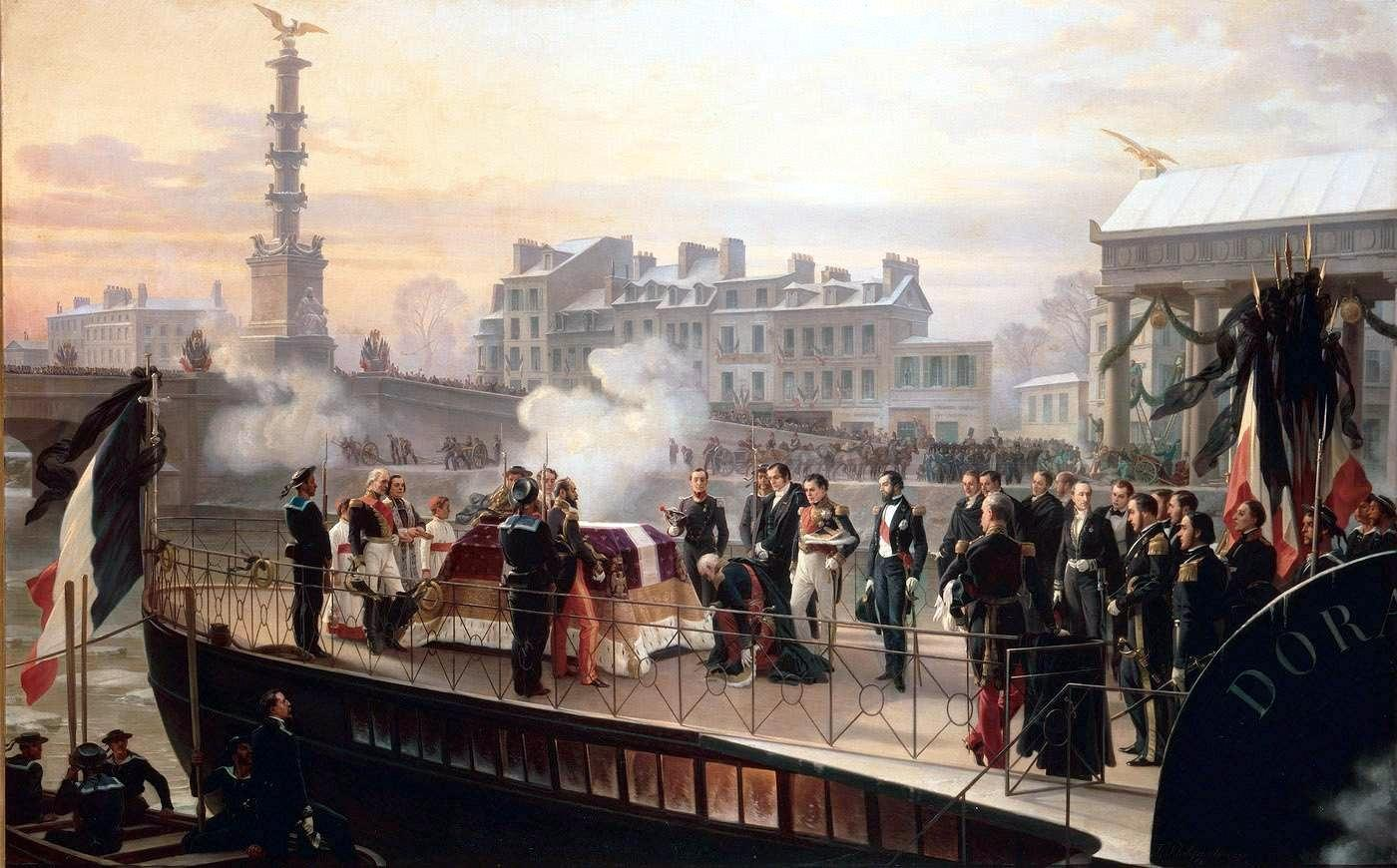
Arrivée des cendres de Napoléon à Courbevoie.
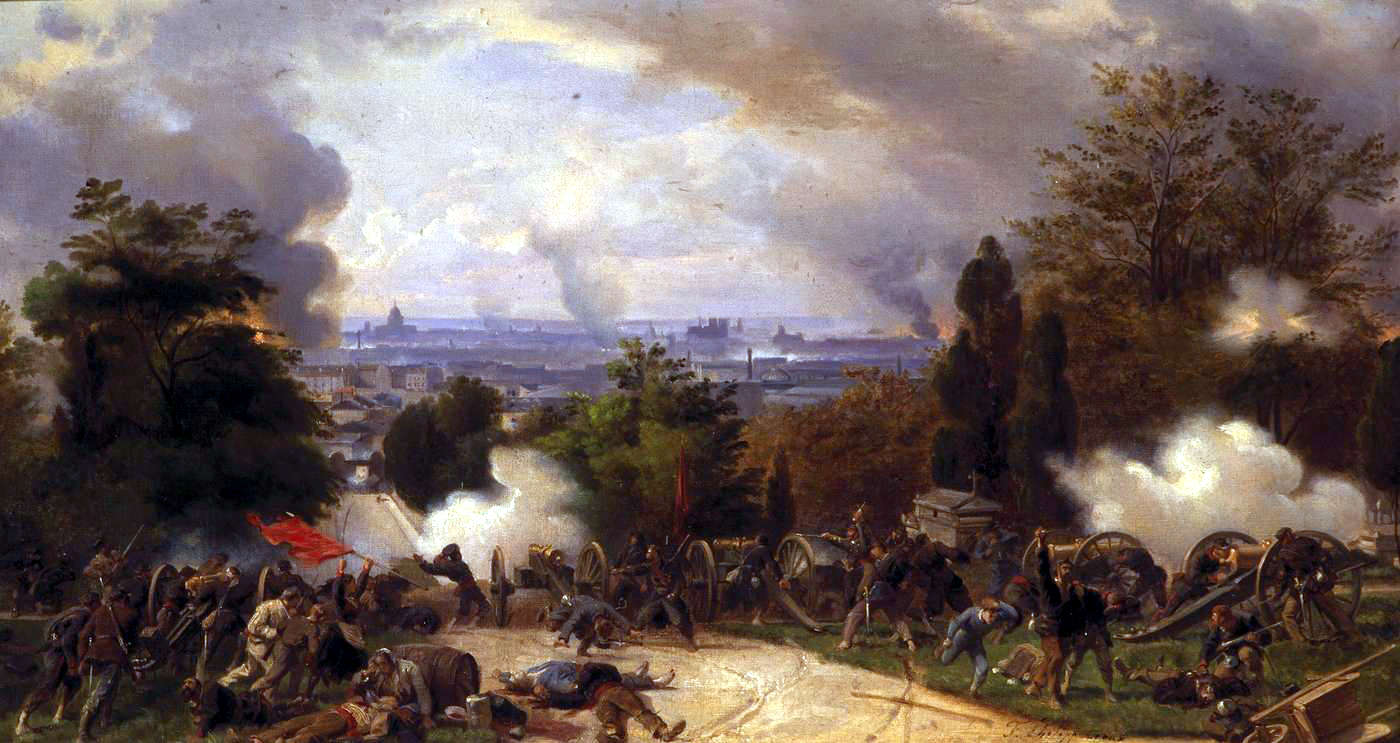
Derniers combats au Père-Lachaise.
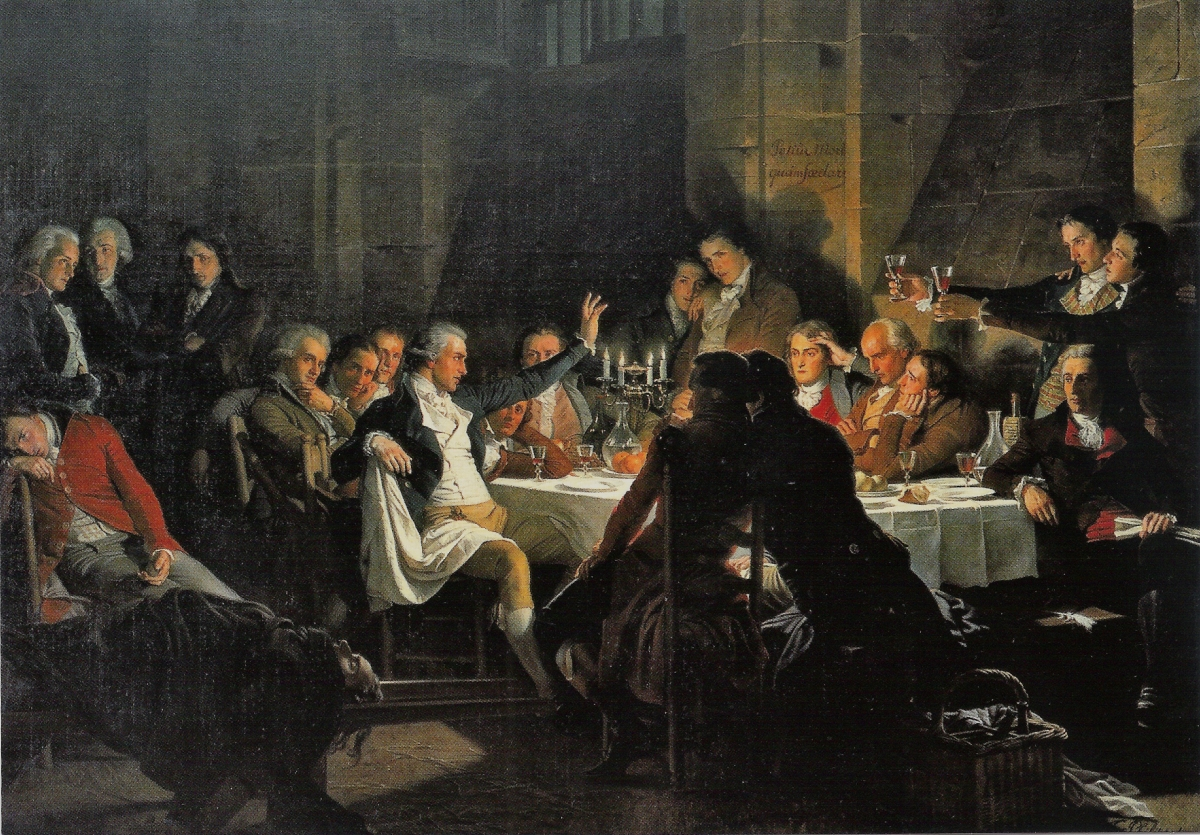
Le Dernier banquet des Girondins.
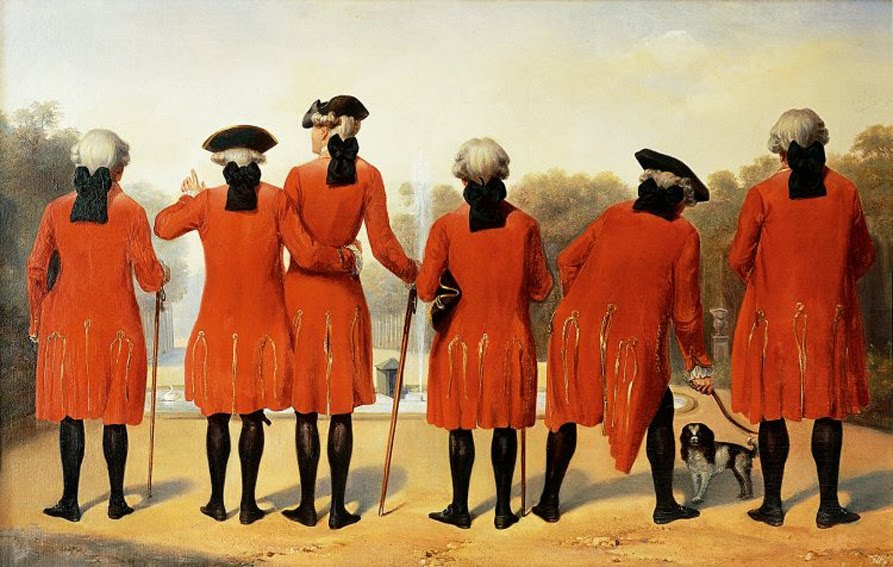
Les Gentilshommes du duc d’Orléans dans l’habit de Saint-Cloud.
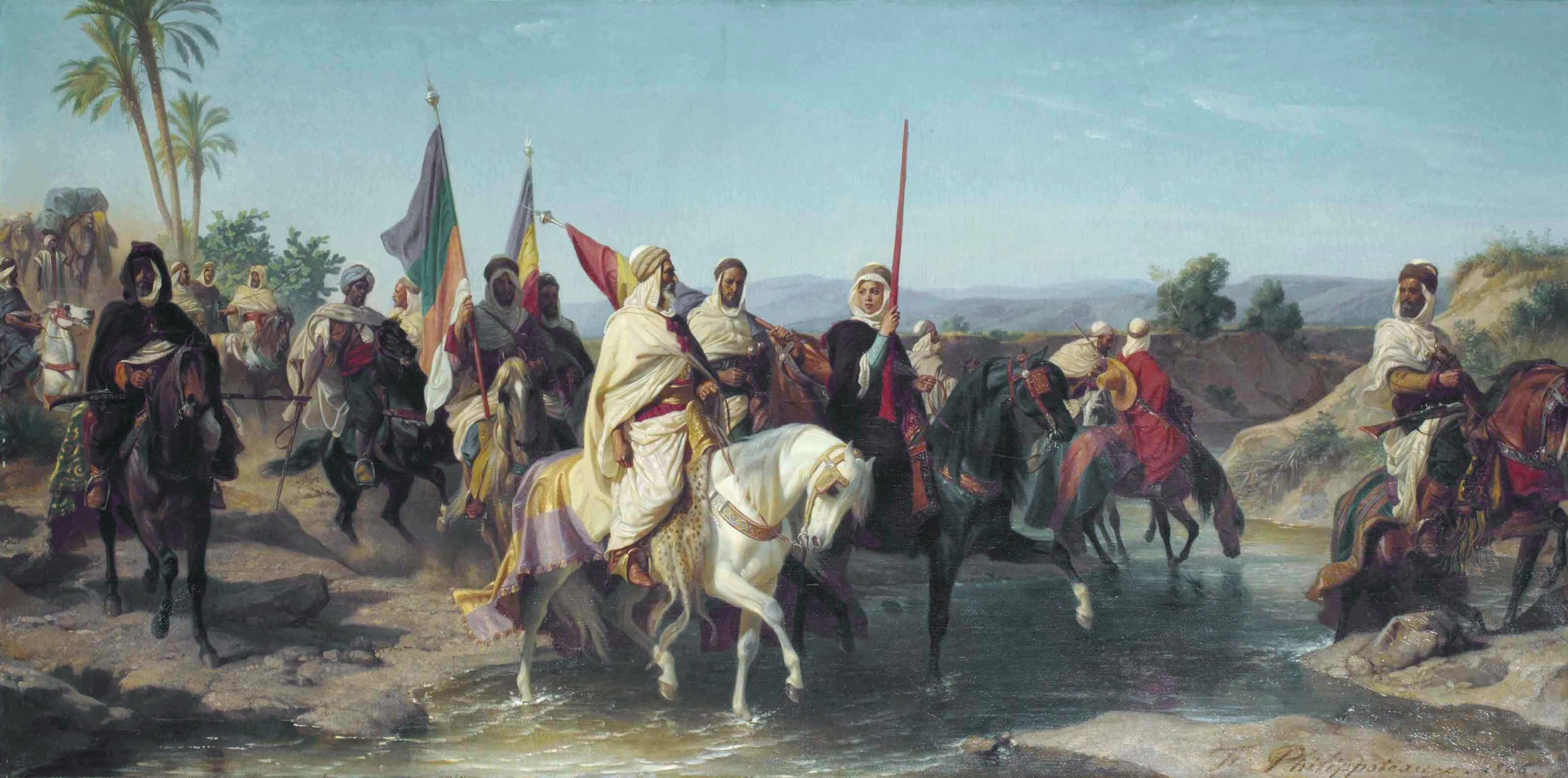
Portraits présumés du Chérif Boubaghla[29] et de Lalla Fatma n'Soumer[30] conduisant l'armée révolutionnaire (1866, colección particular).[8] Su tema es un episodio de la resistencia a la colonización francesa de Argelia, el encuentro de ambos líderes (1854).